# Me arrendé
"Me arrendé" es una canción del grupo musical chileno Los Tres, escrita por Álvaro Henríquez y registrada en su cuarto álbum de estudio Fome, de 1997. No cuenta con un videoclip, sin embargo, constituye una de las canciones más emotivas y populares de la banda, y ha sido muy recurrente en sus conciertos.
La canción es interpretada por Álvaro sin sus compañeros de banda; sólo él y su guitarra eléctrica (con un especial énfasis en los arpegios). La letra trata el tema de la autosuperación, el reencuentro consigo mismo, y la sanación de las heridas que deja la vida.